# Georges Philippar (armateur)
Georges Philippar, né le 16 octobre 1883 à Fontenay-aux-Roses, mort le 10 février 1959 à Saint-Malo, est un armateur français. Il entre à la compagnie des Messageries maritimes en 1912 et en devient le président directeur général en 1925. Il a aussi publié un certain nombre d'articles et d'ouvrages littéraires.

## Biographie
Fils d'Edmond Anatole Philippar, directeur de l'École nationale d'agriculture de Grignon, et de Marie Angélique Alphonsine Cormier, il épouse le 5 janvier 1907 à Paris (8e arrondissement) Marguerite Céline Jeanne Bonnet.
En 1918, il devient le directeur général des "Messageries Maritimes" et en devient le président en 1925, succédant à Félix Roussel. Avec Laurent-Dominique Santoni, il fonde la Société provençale de constructions aéronautiques (SPCA) en 1925 à La Ciotat, entreprise destinée à construire des hydravions. Ce fut un échec et l'entreprise ferma en 1934.
En 1921, il est membre fondateur de la nouvelle Académie de marine et en 1929, il devient membre de l'Académie des sciences coloniales.
En 1929, il préside le Comité d'organisation de l'exposition française du Caire en Égypte. Il fut aussi président des Armateurs de France entre 1928 et 1943.

## Hommage
Son nom est donné en 1930 à un paquebot destiné aux lignes d'Extrême-Orient, le Georges Philippar. Ce paquebot sombre à la suite d'un incendie lors du retour de son voyage inaugural le 16 mai 1932 entre Ceylan et Djibouti. Parmi les 54 victimes se trouvait le journaliste Albert Londres.

## Œuvre littéraire
- En 1918, il publie un long article Agitation vespérale dans plusieurs numéros de "La revue politique et littéraire", décrivant entre autres le Pardon de Sainte-Anne-de-Fouesnant[6].
- Dans l'ouvrage collectif publié en 1929 L'Empire colonial français[7], Georges Philippar examine Le problème de l'Extrême-Orient[8].
- En Méditerranée, notes de voyage (livre écrit en 1916 en collaboration avec son épouse Jeanne Philippar)[9].
- Messageries maritimes : 75e anniversaire (1852-1927), livre publié en 1928, 102 pages[10].

Georges Philippar se montre aussi en conférencier ; à titre d'exemple :
- En 1926, il fait à Marseille une conférence sur l'Islam en présence du maréchal Lyautey dont un long compte-rendu est publié dans "Le Monde colonial illustré" de juin 1926[11].
- Le 6 novembre 1927, il fait à Marseille une conférence sur La situation de la France en Extrême-Orient[12].
- Le 11 décembre 1926, il fait à l'Institut océanographique de Paris une conférence sur La décoration des navires[12].
- Le 29 juillet 1933, il fait à Brest une conférence pour le tricentenaire de la naissance de Vauban : Vauban et son œuvre à Brest[12].

## Distinctions
- Commandeur de la Légion d'honneur
- Commandeur de l'ordre du Mérite maritime